# Robotní patent (1775)
Robotní patent z roku 1775 byl dokument, který 13. srpna 1775 (pro Čechy, 7. září 1775 pro Moravu) vydala rakouská panovnice Marie Terezie. Šlo o součást tereziánských osvícenských reforem. Robotu patent odstupňoval podle výše kontribuce (pozemkové daně), kterou poddaní platili státu. Marie Terezie patentem reagovala na selské povstání z roku 1775, podpořené krizí kvůli rozsáhlému hladomoru v letech 1770–1772.
Patent stanovil délku robotního pracovního dne na 8 hodin v zimě, 12 hodin v létě, včetně přestávky na oběd. Navíc robotní patent zkrátil robotu pouze na tři dny v týdnu. Rozdělil poddané do jedenácti tříd podle majetku. Nejnižší robotní povinnost podle tereziánského patentu byla stanovena na 13 dní ročně, nejvyšší byla tři dny týdně s potahem čtyř zvířat u celoláníků, vlastnících cca 18-20 ha půdy (celoláníci museli ovšem ještě vyslat na pěší robotu jednu osobu na tři dny týdnu v době od 24. června do 28. září; tomuto robotníkovi ovšem musela vrchnost částečně platit). Poddaní se mohli rozhodnout i pro stará pravidla roboty před rokem 1775. Rejstříky ze všech panství byly uchovávány c. k. zemskou správou a byly základem robotní výměry až do roku 1848, kdy byla robota definitivně zrušena.
Patent ulevil hlavně sedlákům, jimž robotních povinností ubylo často až o polovinu.
Závaznost robotního patentu byla nechána na rozhodnutí poddaných, kteří si mohli zvolit buď starý stav, nebo novou úpravu. V případě, že se rozhodli pro novou úpravu, byly jim však dalším patentem z roku 1776 uloženy další povinnosti, a to na nátlak vrchností, které se obávaly přílišného ztenčení svých důchodů. Patentem z roku 1776 bylo totiž stanoveno, že dosavadní bezplatné užívání nyní již vrchnostenských (původně občinových) lesů a pastvin má poddaným zůstat jen v případě, jestliže si ponechají staré roboty. Poddaní, kteří přijali novou úpravu robot podle patentu z roku 1775, musí za užívání pastvin a lesů buď platit poplatky nebo vykonávat práci (čili novou robotu) v hodnotě poplatku. Byla tak porušena zásada, která byla proklamována v patentu z roku 1775, že novou úpravou se nesmějí povinnosti poddaných nikde zvětšit.
Tereziánský robotní patent navazoval na předchozí patenty o robotě, patent Leopolda I. z roku 1680 a další patenty z let 1717, 1738 a 1771 (pro Slezsko).